# 日劇ミュージックホール
日劇ミュージックホール（にちげきミュージックホール）は、東京都千代田区有楽町の日本劇場の5階にあったミュージックホールである。
1952年に日本劇場（日劇）5階の小劇場に開場し、有楽町再開発に伴って有楽町センタービル（有楽町マリオン）が同地にできるときに興行場所を東京宝塚劇場に移動し、1984年に閉場した。日劇ミュージックホールは、浅草ロック座、浅草フランス座などと並んで、昭和の裸体舞踊表現を代表した施設だった。上演されるレヴューは主にトップレスの女性ダンサーによるものであり、衣服を脱いでいく過程のあるストリップとは異なる。浅茅けいこ、あき竹城らはテレビ東京の山城新伍の番組『独占!男の時間』に出演し、トップレスでのダンスを披露した。

## 沿革
劇作家の丸尾長顕が日劇において設立。東宝の小林一三から「女性が見ても上品なエロチズムの探求」という承諾を受けてスタートする。以降、数多くの優秀なダンサーたちやコメディアンを輩出した。
日劇ミュージックホールを支えた黄金時代は、創立時の1952年から1958年頃であり、この頃の代表的なダンサーとしては伊吹まり、メリー松原、春川ますみなどがおり、トニー谷、泉和助、関敬六、E・H・エリックたちがコントを担当した。のちの作家深沢七郎が「桃原青二」名でギターを弾いた時期もあった。また、特別な演目として三島由紀夫、寺山修司、新藤兼人、武智鉄二、山口清一郎、高林陽一、勅使河原宏らが脚本を手がけた。ゲストも豪華であり、山口清一郎監督脚本で女優、田中真理が出演したこともある。
その後は、小浜奈々子、大山節子、朱雀さぎりなどが劇場に華を咲かせ、舞悦子は『11PM』のカバーガールまでつとめた。また殿岡ハツエは、日活作品など何本かの映画に出演し、歌手としても「プカプカ」を発表した。松永てるほは、日活ロマンポルノ『赤い花弁が濡れる』に出演するなど、女優としても活躍したまた、鵬アリサは『11PM』の「ビーナス誕生」でテレビ初の全裸姿を晒した。生放送で止められなかったという。
解散する頃にはメイン舞台である日劇は取り壊され、代わって東京宝塚劇場を借りて公演を行っていた。日劇ミュージックホールは1984年に閉鎖され、日劇の跡地には有楽町マリオンがオープンした。

## 出演者

### 著名ダンサー
- あき竹城
- 浅茅けいこ
- 殿岡ハツエ
- 春川ますみ
- 滝龍子[12]
- 松永てるほ[8]
- 大山節子[13]
- アンジェラ浅丘
- 大山節子
- 岬マコ
- 朝比奈れい花
- 朱雀さぎり
- 舞悦子
- 鵬アリサ
- 鵬夏子
- 明日香ミチ
- 野々村美樹
- Kみなみ
- エーメン・マキ
- 潮千尋
- 大西睦美
- くぼ亜美
- 久美エリカ
- 小浜奈々子
- 城さゆり
- マリア茉莉
- ミスマリリン
- メリー・ジャクソン
- メリー松原
- 亜紀まさみ
- 梓かおり
- 伊吹まり
- 栄ひとみ
- 加茂こずえ
- 花浦久美
- 霞じゅん
- 絵里奈まゆ
- 志摩さゆり
- 速水レナ
- 奈良あけみ
- ジャンボ久世
- 蘭千子

### コメディアン
- コント赤信号
- 永田キング
- 泉和助
- ミッキー安川
- 人見きよし

## ゲスト

### 女優
- 田中真理
- 新高恵子
- 松田英子
- 松川ナミ
- 荒砂ゆき
- 花柳幻舟
- 飛鳥裕子
- 内田高子
- 桂奈美
- 倉吉朝子
- 三井マリア

### 歌手
- 田谷力三
- 古賀力

## ビデオ
- 日劇ミュージックホール《復刻集》 - VHSビデオ2巻